# T-55M-8
Ele se torna a mais recente atualização do tanque, conduzida pela empresa ucraniana Kharkiv Morozov Machine Building Design Bureau (KMBD) e desenhado pela empresa peruana Desarrollos Industriales Casanave (DICSA).
É baseado no modelo T-55AGM, com novos sistemas e centrais eléctricas. TIFON 2 O T-2 usa um canhão de 125  milímetros de alma lisa cromo e, com 48 Munições, Autoloader, APFSDS e munições HEAT-TANDEM, bem como mísseis Kombat para chegar a 5.000 metros e perfuração de 800 mm de aço. Seu sistema de controle de Tiro é o Buran-Catherine, com Base no calor e não precisar atirar estalibilzado que lhe permite atirar em movimento a mais de 60 km/h contra alvos móveis com mais de 60 km/hora.
Uso adicional ERA um tipo de armadura reativa, cerâmica e com um sistema de alerta de emissão de laser, dispensador automático de cortinas de fumaça. Seu motor é um 1050CV 5TDFMA, que oferece velocidades de até 78 quilômetros por a hora. Ele usa um sistema de "Gestão pela direção" touchscreen, assim como uma caixa de velocidades automática.

## Descrição
O TIFON 2 é provavelmente o mais poderoso de todos os kits de conversão do carro de combate T-55. A empresa KMDB utiliza a denominação T-55AGM, numa versão inicial em que foi baseado o modelo o TIFON 2.
Vários fabricantes apresentaram opções de modernização deste carro de combate e a empresa ucraniana-peruana KMDB-DICSA, também o fez, criando um conjunto de modernizações cuja principal característica consiste na instalação do canhão de alma lisa KBM1-M de 125mm de calibre que equipa os carros de combate T-64, T-72, T-80 e seus derivados.
Esta modificação altera consideravelmente o poder e valor militar da viatura, embora não sem problemas colaterais, como o problema do aumento de peso e consequente redução da mobilidade da viatura.
Além da colocação do novo canhão as modernizações também passam pela instalação de um novo sistema de controle de tiro, sistema de telemetria a laser.
A modificação do sistema motriz
O principal problema no que concebe a modernização dos carros de combate T-55 é a necessidade de aumentar a sua débil blindagem. Para aumentar a blindagem é necessário um motor mais potente, para o qual não há espaço disponível. Por essa razão os carros T-55 modernizados em vários países apresentam sistemas de motorização revistos, em alguns casos modernizados, mas a substituição não é possível por causa do espaço.
A KMDB - DICSA optou por uma solução que não sendo inovadora é relativamente radical. O kit de modernização implica uma modificação considerável na traseira do veículo, e em vez de substituir o motor, todo o compartimento é cortado, e aplicado um modulo novo que é soldado ao resto do tanque. Desta forma o T-55M8A2 passa a dispor de um motor multifuel com uma potência que permite suportar a carga adicional de blindagem passiva e reativa que foi adaptada à viatura.
O motor permite ao veículo atingir velocidades equivalentes às de viaturas blindadas mais modernas, mas a modificação só se torna eficiente conjuntamente com as modificações no sistema de transmissão e suspensão.
Blindagem
A blindagem base do T-55 não é alterada, mas a viatura recebe blindagem adicional na torre, aumentando a sua eficácia à frente, sendo igualmente incluidos módulos de blindagem reativa. As modificações são aproximadas das que a KMDB-DICSA efectua em viaturas do tipo T-64 e T-62 mais antigas, dado também existirem kits de modernização para viaturas daquele tipo. O TIFON 2 é um carro de combate adequado para países que não têm os recursos necessário para possuir viaturas blindadas mais modernas mas que pretendem manter alguma capacidade militar e dissuasória, possuindo carros de combate que são capazes dependendo das circunstâncias de enfrentar ameaças mais poderosas.

## Veículos Similares
- Type 59
- Al-Zarrar
- T-62

## Ligações Externas
- Morozov Machine Building Design Bureau Official website
- «Technical data sheet and pictures T-55 from ArmyRecognition.com»
- «T-54-1»
- «T-54-2»